# ککی و رناتو

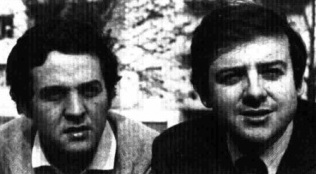
کُـکی و رناتو (۱۹۷۲)

کُـکی و رناتو (ایتالیایی: Cochi e Renato) یک گروه موسیقی و زوج کمدین ایتالیایی متشکل از رناتو پوتسِـتو و کُـکی پونتسونی است که از دوران کودکی با یکدیگر دوست و هم‌بازی بودند.
این دو با یکدیگر بزرگ شدند و عادت داشتند برای خانواده و دوستان، برنامه اجرا کنند تا آنکه نخستین اجرای حرفه‌ای و رسمی خود را در کافهٔ «کب ۶۴» در میلان در سال ۱۹۶۵ به‌نمایش گذاشتند. بعدها انتسو یاناچی و فلیچه آندرئاسی به آنها پیوستند و یک گروه چهار نفرهٔ کمدی ایجاد کردند که به موفقیت‌های خوبی در میلان دست یافت.
شهرت فراگیر این زوج کمدی از اواخر دههٔ ۱۹۶۰ میلادی و به لطف برنامهٔ رادیویی در شبکهٔ «رای» به‌دست آمد. این دو هنرمند، ترانه‌نویس و خوانندهٔ خوبی هم بودند (بیشتر در همکاری با انتسو یاناچی) و چندین ترانهٔ موفق اجرا کردند و یکی از ترانه‌هایشان به نام «و زندگی، زندگی است» در سال ۱۹۷۴ به صدر جدول ترانه‌های ایتالیایی دست یافت.